# Steklinko
Steklinko (deutsch Bayershöhe, früher Beyershöhe) ist ein Dorf in der Landgemeinde (Gmina) Gryfino (Greifenhagen) im Powiat Gryfiński (Greifenhagener Kreis) der  polnischen Woiwodschaft Westpommern.

## Geographische Lage
Das Dorf liegt in Hinterpommern, etwa neun Kilometer östlich der Oder, etwa 26 Kilometer südlich von Stettin, acht Kilometer südlich von Gryfino (Greifenhagen) und zwei Kilometer westlich von Steklno  (Stecklin).

## Geschichte
Das Dorf ist aus der Siedlung Bayershöhe hervorgegangen, die der Amtsrat C. Bayer oder Beyer 1815 auf der Feldmark seines kreistags- und landtagsfähigen Allodial-Ritterguts Stecklin hatte anlegen lassen; die Ortsbezeichnung wurde durch amtlichen Bescheid des preußischen Innenministeriums vom 2. Juni 1820 genehmigt.
Im Jahr 1925 hatte Bayershöhe eine Gemarkungsfläche von 2,4 km² und 154 evangelische Einwohner, die in 38 Haushaltungen lebten und in Stecklin eingepfarrt waren. Das Dorf hatte um 1930 zwei Wohnplätze:
- Bayershöhe
- Wilhelmshöhe

1933 und 1939 hatte Bayershöhe 161 bzw. 140 Einwohner.
Im Jahr 1945 gehörte Bayershöhe zum Landkreis Greifenhagen im Regierungsbezirk Stettin der preußischen Provinz Pommern des Deutschen Reichs. Bayershöhe war dem Amtsbezirk Rosenfelde zugeordnet.
Gegen Ende des Zweiten Weltkriegs wurde die Region von der Roten Armee besetzt. Nach Einstellung der Kampfhandlungen wurde Bayershöhe mit ganz Hinterpommern mit Ausnahme militärischer Sperrgebiete seitens der sowjetischen Besatzungsmacht der Volksrepublik Polen zur Verwaltung überlassen. Anschließend wanderten Polen zu. Bayershöhe wurde in „Steklinko“ umbenannt. In der Folgezeit wurde die einheimische Bevölkerung von der polnischen Administration aus Bayershöhe vertrieben.

## Kirchspiel

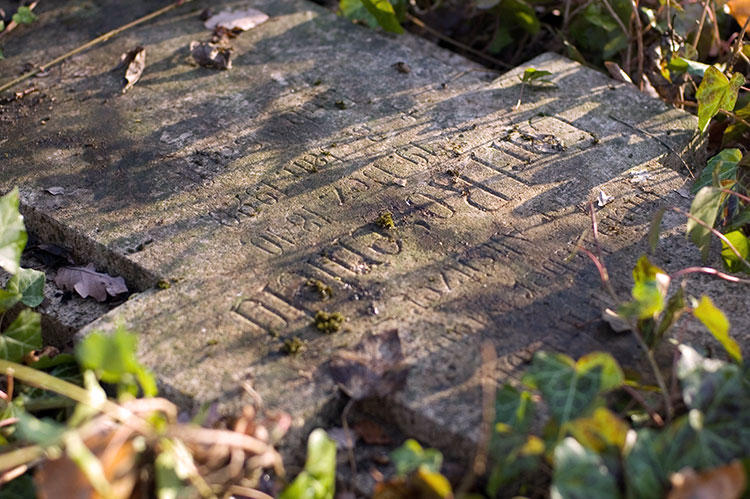
Grabstein auf dem alten evangelischen Friedhof

Die bis 1945 vorhandenen einheimischen Dorfbewohner waren mit seltenen Ausnahmen evangelischer Konfession und im Kirchspiel des Nachbardorfs Stecklin eingepfarrt, das zur Synode Greifenhagen gehörte.